# Gålå
Gålå is een dorp en skigebied in de gemeente Sør-Fron, gelegen in het Gudbrandsdalen in de provincie Innlandet in Noorwegen.
Het heeft 15 skipistes en circa 230 kilometer langlaufgebied. Het ligt aan de Peer Gyntweg.